# Woodcraft Indians
Woodcraft Indians (tạm dịch là Người bản thổ Mỹ thạo Kỹ năng Rừng) là một chương trình thanh thiếu niên được Ernest Thompson Seton thành lập. Nó sau đó được đổi tên thành "Woodcraft League of America" (Liên hội kỹ năng rừng Mỹ), và cũng cho phép nữ gia nhập. Chương trình này cũng được ở hải ngoại đón nhận và nhiều chương trình ở hải ngoại vẫn còn tồn tại đến ngày nay.
Tại Hoa Kỳ, Bộ tộc Rừng (Woodcraft Tribe) đầu tiên được thành lập tại Cos Cob, Connecticut năm 1902. Khu vực tài sản của Seton bị một nhóm bé trai từ ngôi trường địa phương đến phá tán. Ernest Thompson Seton phải sơn lại cổng chính rất nhiều lần cho nên ông quyết định đi đến ngôi trường và mời các cậu bé đến khu nhà của mình trong một dịp cuối tuần hơn là truy tố họ. Ông ngồi xuống với họ và kể cho họ nghe những câu chuyện về người bản thổ Mỹ và thiên nhiên.
Nét đặc trưng riêng của chương trình của ông là các cậu bé đã tự bầu lên những người lãnh đạo của mình: một đội trưởng, một đội trưởng hai, một người giữ sĩ số, một người giữ chuỗi vỏ xò. Đây là sự khởi đầu của chương trình "Người bản thổ Mỹ thạo Kỹ năng Rừng". Seton viết một loạt 7 bài báo cho tờ Lady's Home Journal từ tháng 5 đến tháng 11 năm 1902 dưới đầu đề là "Con trai của Ernest Thompson Seton", sau đó được xuất bản thành Birch Bark Rolls (Văn kiện Vỏ cây Birch) năm 1906. Vì sự thúc giục của bạn ông là Rudyard Kipling, Seton xuất bản Two Little Savages (Hai Đứa bé Hoang dã) năm 1903 như một tiểu thuyết hơn là một tự điển về kỹ thuật rừng.
Seton du hành đến Anh vào năm 1907 để tìm người có quan tâm về tổ chức ngoài trời của ông. Ông gặp Robert Baden-Powell, người sáng lập ra phong trào Hướng đạo, và trao cho Baden-Powell một bản thảo Văn kiện Vỏ cây Birch. Họ cùng trao đổi từ điểm đó. Năm 1908, Seton nhận được một lá thư của Baden-Powell nói rằng ông sẽ tiến thêm một bước với kế hoạch của mình là thành lập Hướng đạo dựa phần nhiều vào chương trình của Seton. Baden-Powell gộp chung nhiều ý tưởng, vinh dự và trò chơi vào sách của mình là Hướng đạo cho nam.
Năm 1910, Seton gia nhập Nam Hướng đạo Mỹ với tư cách là Hướng đạo trưởng (đây là vị trí tương tự mà Baden-Powell giữ tại Anh). Ông nhập Woodcraft Indians vào Hội Nam Hướng đạo Mỹ đã lớn mạnh. Sau một vụ cãi nhau với James E. West, Seton rời Nam Hướng đạo Mỹ năm 1915 và tái lập Woodcraft Indians (ông tuyên bố là ông chưa bao giờ thực sự nhập nhóm của mình vào Nam Hướng đạo Mỹ) thành Woodcraft League of America (Liên hội Kỹ năng Rừng Mỹ) như một chương trình đồng giáo dục mở rộng cho trẻ em từ "4 và 94 tuổi".
Seton thành lập một chương trình mà ông gọi là "Brownies" (Hướng đạo Việt Nam gọi là Chim non) năm 1921 cho nữ và nam tuổi từ 6-11 dựa vào sách trước đây của ông là Woodland Tales (Các chuyện Rừng). Đây là khái niệm ban đầu về Chim non trong Hội Nữ Hướng đạo Mỹ.
Có nhiều nhóm Kỹ thuật Rừng địa phương tại Hoa Kỳ trong đầu thế kỷ này, và có những người Woodcraft Indians thế hệ thứ ba vẫn còn hoạt động trong phong trào. Nhóm nổi tiếng nhất là WoodCraft Rangers tại Los Angeles, California có một trại tự nhiên và cung ứng các hoạt động cho trẻ em trong nội thành. Cũng có các trại theo sau Chương trình Woodcraft tại Hoa Kỳ và Canada được thành lập là bạn và học trò của Seton.
Tuy nhiên phần lớn Chương trình Woodcraft cũng chết theo tại Hoa Kỳ sau cái chết của Seton trong thập niên 1940.